# Peribatodes subflavaria
Peribatodes subflavaria là một loài bướm đêm trong họ Geometridae.